# Arcidiecéze Nueva Segovia
Arcidiecéze Nueva Segovia (latinsky Archidioecesis Novae Segobiae) je metropolitním stolcem na Filipínách. V roce 2016 v ní žilo 669 793 obyvatel, z toho bylo pokřtěno 584 174 osob. V čele je arcibiskup Mario Mendoza Peralta.

## Území
Arcidiecéze zahrnuje provincii Ilocos Sur na ostrově Luzon.
Arcibiskup sídlí ve Viganu, kde se nachází katedrála Obrácení svatého Pavla. Ve městě Santa Maria je kostel Nanebevzetí Panny Marie, jeden z filipínských barokních kostelů, které jsou součástí Světového dědictví UNESCO.
Arcidiecéze je rozčleněna do 41 farností.

## Galerie

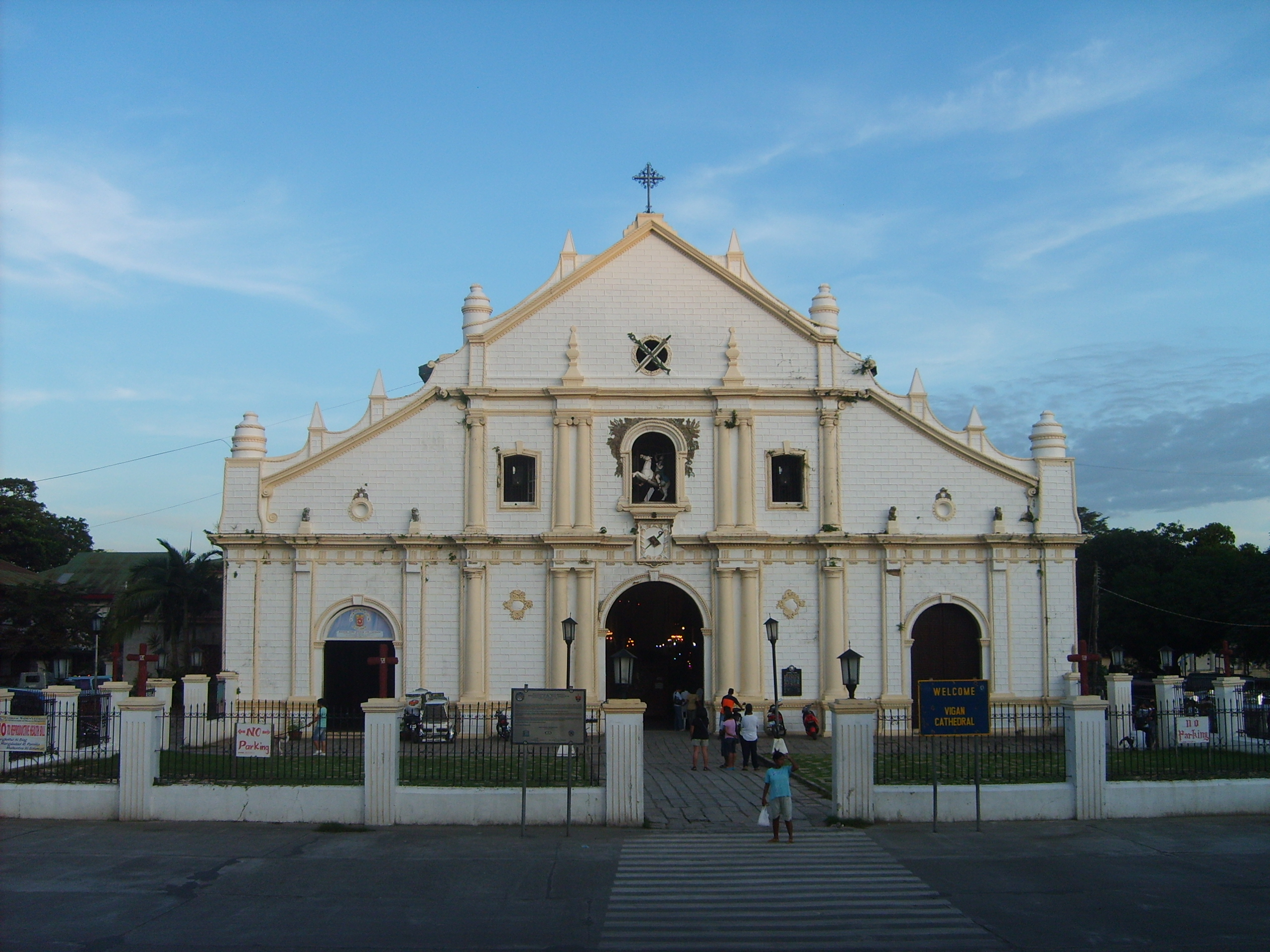
Katedrála Obrácení svatého Pavla ve Viganu.
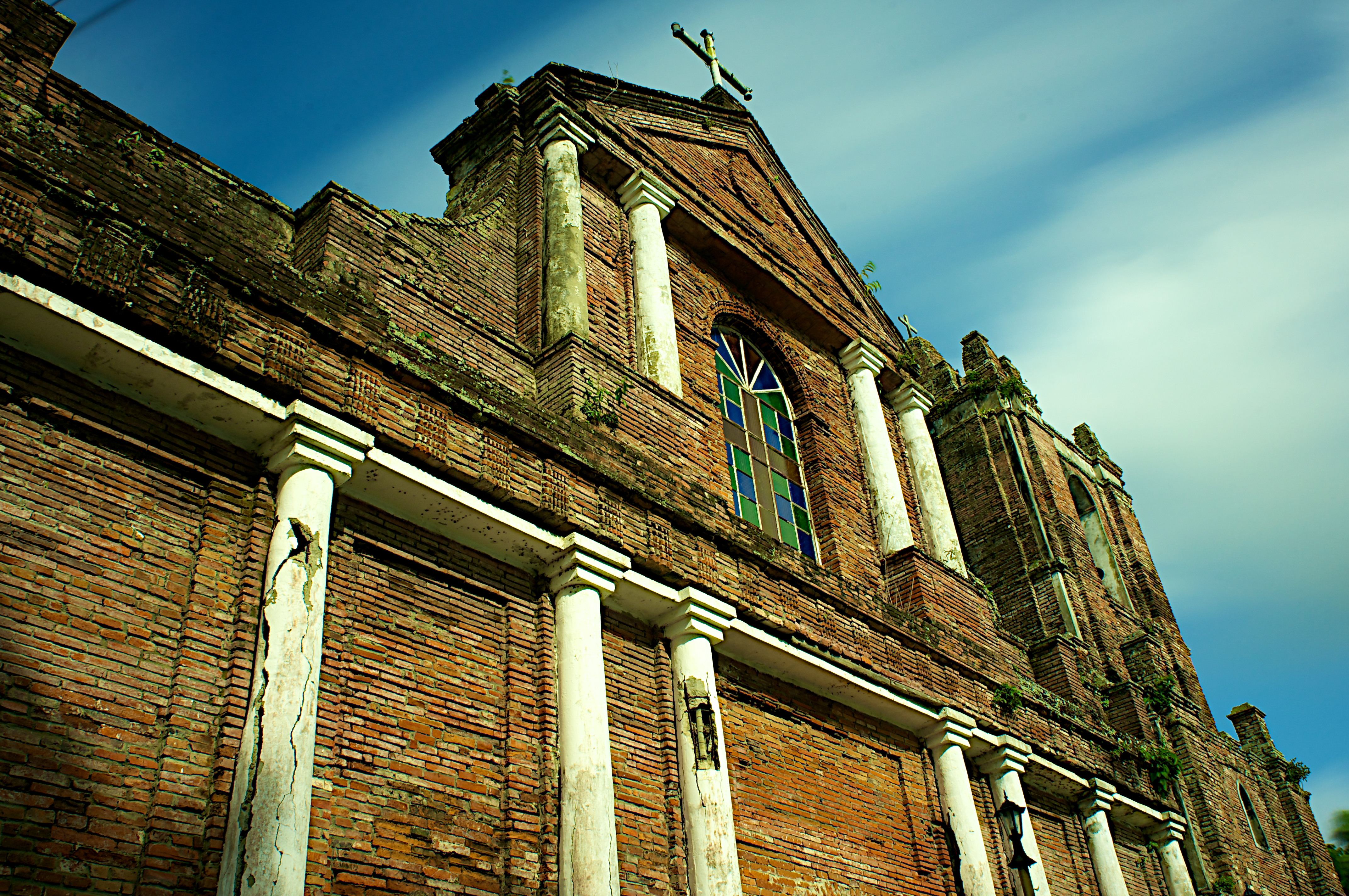
Kostel sv. Dominika v Lal-lo, první katedrála v diecézi.
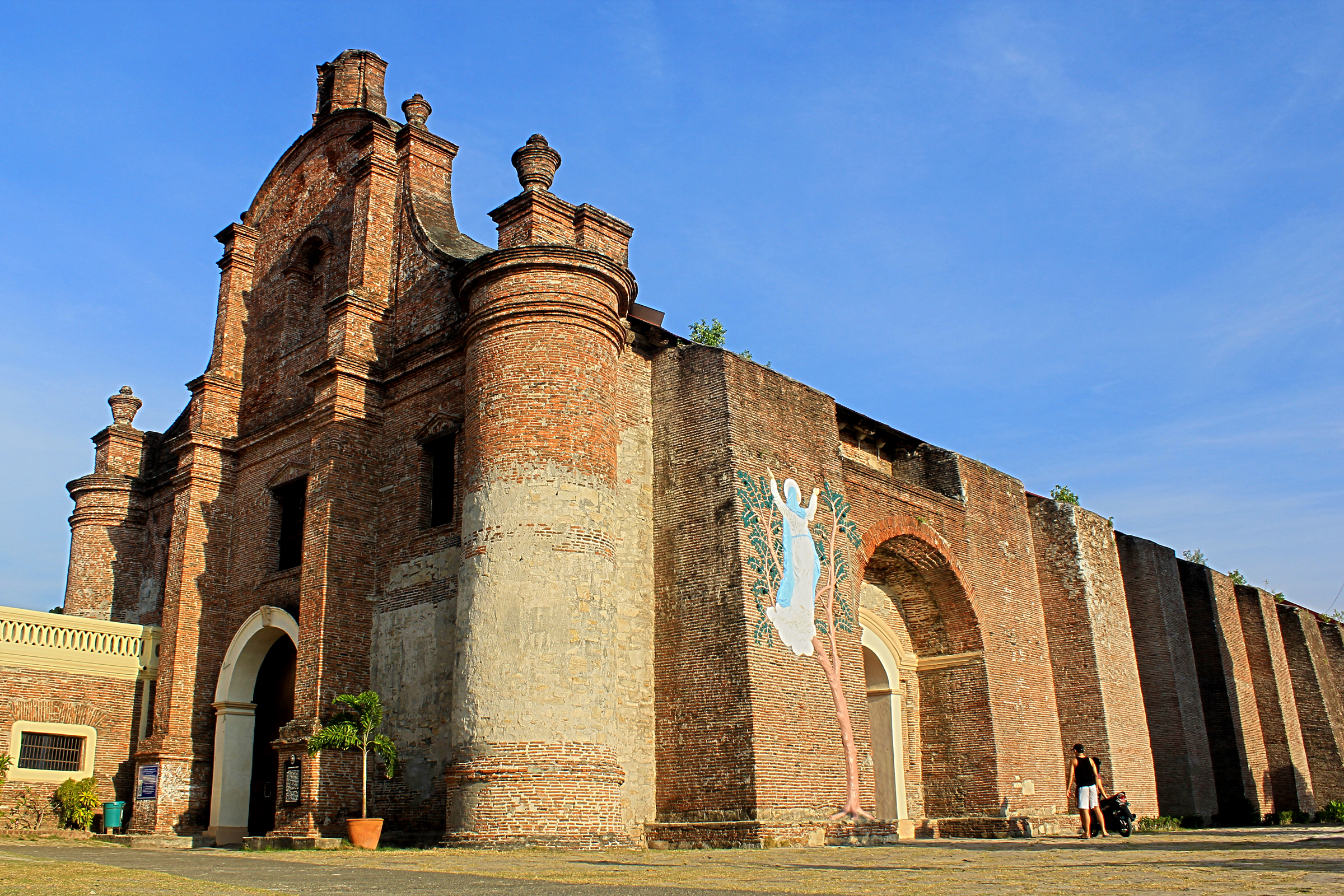
Kostel Nanebevzetí Panny Marie, který je součástí světového kulturního dědictví.